# طارق أحمد (لاعب كريكت)
طارق أحمد (1981 في بنغلاديش - ) (بالبنغالية: তারিক আহমেদ)‏ هو لاعب كريكت بنغلاديشي. لعب مع Barisal Division cricket team ‏ وChittagong Division cricket team ‏ وRangpur Division cricket team ‏.

## وصلات خارجية
- طارق أحمد على موقع إي آس بي آن كريك إنفو (الإنجليزية)